# Samsung Galaxy Note 8
Il Samsung Galaxy Note 8 (stilizzato in Note8) è uno smartphone disegnato e prodotto da Samsung, presentato a New York il 23 agosto 2017 durante il Samsung Galaxy Unpacked 2017 come successore del Samsung Galaxy Note FE.

## Specifiche

### Hardware
Le specifiche del Galaxy Note 8 sono molto simili a quelle del Galaxy S8. Il Note 8 è infatti dotato di un chipset Exynos 8895 o di uno Snapdragon 835 a seconda del mercato di distribuzione. Il display, denominato "Infinity Display" in quanto ha cornici molto ridotte, ha una diagonale di 6.3", tecnologia SuperAMOLED con HDR e con risoluzione di 2960 × 1440 pixel e una densità di 521 ppi. Sia lo schermo che il pannello in vetro posteriore sono protetti da un vetro Corning Gorilla Glass 5.
È il primo smartphone dell'azienda ad essere equipaggiato con una doppia fotocamera: una lente grandangolare da 12 megapixel con apertura f/1.7 ed un teleobiettivo da 12 megapixel con apertura f/2.4, entrambe dotate di stabilizzazione ottica dell'immagine. C'è un doppio flash LED, zoom ottico fino a 2x e zoom digitale fino a 10x. La registrazione di video avviene in 2160p@30fps (60fps con una semplice procedura che permette di eliminare l'ostacolo software imposto da Samsung per rendere più simile l'Exynos 8895 allo Snapdragon 835) o in Full HD 1080p a 30 o 60 fps o in slow motion 720p@240fps, con il conseguente aggiornamento ad android 8 Oreo, sarà aggiunta la possibilità di effettuare il super slow motion 720@960fps. La fotocamera anteriore è invece una 8 megapixel con apertura f/1.7 e angolo di 80 gradi. L'audio è invece UHQ a 32 bit, dalla versione android 9 pie nella sezione audio, e stato resa disponibile la funzione Dolby Atmos, che migliora ed arricchisce il suono.
La memoria interna è disponibile in tagli da 64 GB, 128 GB e 256 GB, mentre la memoria RAM è una LPDDR4 da 6 GB.
Il Note 8 ha un sensore per il riconoscimento delle impronte digitali posto a lato delle fotocamere e un sensore per il riconoscimento dell'iride posto frontalmente. La batteria agli ioni di litio non è removibile ed ha una capacità di 3300 mAh.

#### S Pen
La S Pen del Note 8 misura 108,3 × 5,8 × 4,2 millimetri e pesa 2,8 grammi, ha una punta del diametro di 0,7 millimetri e rileva 4096 livelli di pressione. Sia il Note 8 che la S Pen sono certificati con il livello di protezione da acqua e polvere IP68.
La S Pen del Note 8, a livello software, supporta diverse funzioni:
- Messaggi Live
- Samsung Notes
- Promemoria a schermo spento
- Smart Select
- Scrittura su schermo
- Traduttore
- Bixby Vision
- Panoramica (Glance)
- Lente d'ingrandimento

### Software
Il Galaxy Note 8 arriva equipaggiato con Android 7.1.1  personalizzato con interfaccia Samsung Experience nella versione 8.5 che comprende il launcher TouchWiz Home in versione 6.1. Ha l'assistente vocale Bixby, l'AOD (Always-On Display) e supporta la Samsung DeX.
Aggiornato ad Android 9 Pie a febbraio 2019, integra una nuova interfaccia, denominata Samsung One UI, di cui comprende, importanti cambiamenti all'interfaccia grafica, per la home, il drawer con cambiamenti alle icone, aggiornamenti grafici anche, per tutte le app proprietarie Samsung, una completa rivisitazione del menù impostazioni, delle notifiche, e dei toggle rapidi e delle gesture.
Il supporto software è durato circa 4 anni, con gli ultimi aggiornamenti di sicurezza risalenti a differenti mesi del 2021 a seconda della variante del dispositivo.
Le ultime patch di sicurezza disponibili per il modello italiano risalgono ad agosto 2021.